# Yahya di Antiochia
Yahya di Antiochia (il cui nome per esteso era Yaḥya ibn Saʿīd al-Anṭākī, in arabo يحيى بن سعيد الأنطاكي‎?; 980 circa – 1066 circa) era un medico e storico cristiano melchita dell'XI secolo.
Nacque molto probabilmente nell'Egitto fatimide. Divenne medico, ma la politica anticristiana del califfo Al-Hakim bi-Amr Allah (r. 996-1021) lo costrinse a fuggire ad Antiochia, sotto il controllo bizantino.
La sua opera principale è la continuazione degli Annali di Eutichio, che vanno dal 938 al 1034. Attingendo a una varietà di fonti, la sua storia tratta gli eventi dell'Impero bizantino, dell'Egitto, della Bulgaria e della Rus' di Kiev. Ad Antiochia scrisse anche opere teologiche in difesa del cristianesimo e confutazioni dell'Islam e del giudaismo. Morì intorno al 1066.
La sua storia è stata pubblicata, curata e tradotta nel 1924 da I. Kratchkovsky e A. Vasiliev in francese nei volumi 18, 23 e 47 della Patrologia Orientalis, e nel 1997 da Bartolomeo Pirone in italiano.
- Il volume 18 della Patrologia Orientalis, che comprende la prima parte (sezioni 1-135) della storia di Yahya, presso l'Internet Archive (pp. 698-833).
- Il volume 23 della Patrologia Orientalis, che comprende la seconda parte (sezioni 136-312) della storia di Yahya, presso l'Internet Archive (pp. 346-520).